# Wilhelm Lurz
Wilhelm Lurz (* 1. Mai 1902 in München; † 24. Januar 1990) war ein deutscher römisch-katholischer Theologe und Pfarrer.

## Leben
Er war der Sohn des promovierten Gymnasialprofessors Georg Lurz und wuchs in Freising im alten Rentamtsgebäude auf, später zogen seine Eltern in die Villa Humanitas in die Haydnstraße in Freising um. Nach dem Schulbesuch studierte Wilhelm Lurz an der Universität München Theologie und promovierte zum Dr. theol.
1927 erfolgte seine Priesterweihe und danach wurde er Koadjutor in Grafing. 1928 ging er als Kaplan nach St. Andreas in München. Krankheitsbedingt wurde er 1929 zunächst beurlaubt und 1932 mit 30 Jahren in den Ruhestand versetzt. Er erholte sich wieder und wurde ab 1. November 1932 Subregens am Erzbischöflichen Klerikalseminar Freising. Dort wurde er 1939 als Priester untadelig eingeschätzt, aber ängstlich und verzagt, öfters von Krankheit heimgesucht und infolgedessen überaus ängstlich um seine Gesundheit besorgt.
1942 erfolgte seine Ernennung zum Stadtpfarrer der katholischen Pfarrkirche Christkönig im Münchener Stadtteil Neuhausen-Nymphenburg.

## Auszeichnungen
- 1952 Erzbischöflicher Geistlicher Rat und
- 1964 päpstlicher Ehrenprälat[2][3]

## Schriften (Auswahl)
- Adam Tanner und die Gnadenstreitigkeiten des 17. Jahrhunderts. Ein Beitrag zur Geschichte des Molinismus. 1932.
- Ritus und Rubriken der heiligen Messe. Zum Gebrauch der Alumnen und Priester. Echter-Verlag, 1941.
- Die neuen Rubriken des Missale Romanum. Nach dem Generaldekret der Heiligen Ritenkongregation Cum nostra hac aetate vom 23. März 1955, De rubricis ad simpliciorem forman redigendis und dem Generaldekret Maxima redemptionis nostrae mysteria vom 16. Nov. 1955 über Die liturgische Neuordnung der Heiligen Woche. Seitz, München 1959.
- Einführung in die neuen Rubriken des Römischen Breviers und Missale. Seitz, München 1960.